# Urprümschleife bei Echtershausen
Koordinaten: 50° 1′ 21″ N, 6° 24′ 47″ O
Das Naturschutzgebiet Urprümschleife bei Echtershausen liegt im Eifelkreis Bitburg-Prüm in Rheinland-Pfalz. Das etwa 6,5 ha große Gebiet, das im Jahr 1996 unter Naturschutz gestellt wurde, erstreckt sich am  westlichen Rand der Ortsgemeinde Echtershausen. Unweit östlich verläuft die Kreisstraße K 71 und fließt die Prüm. Schutzzweck ist die Erhaltung und Entwicklung von Nass- und Feuchtwiesen und von Niedermoor-Komplexen einer ehemaligen Flussschleife der Prüm im Bereich des Islek (Westeifel).